# Castello di Monopoli
Il castello Carlo V di Monopoli, è un fortilizio cinquecentesco edificato durante la dominazione spagnola della città.

## Storia

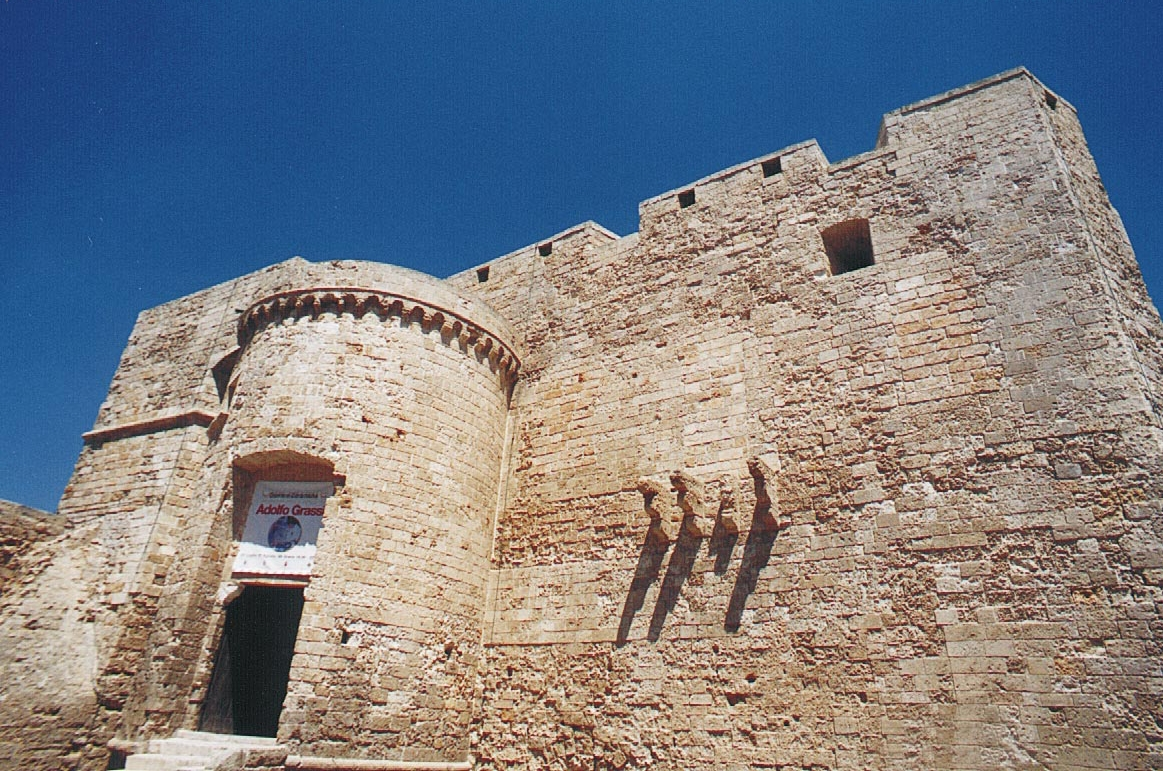
L'accesso al castello dal lato di terra, si notino le cannoniere sugli spalti rivolte verso la città, tipiche della funzione ambigua delle fortezze urbane (intimidazione interna e difesa esterna).

I lavori per la costruzione del castello terminarono nel 1552: il fortilizio fu voluto dall'Imperatore Carlo V nell'ottica del sistema di fortificazioni costiere pugliesi. Fu edificato su di un piccolo promontorio (detto Punta Pinna), utilizzando come nucleo centrale la chiesa di "S.Nicola in Pinna" del X secolo e una grande porta romana del I secolo a.C. (fortificata da due corpi di guardia laterali a due piani), a sua volta innalzata sulle mura messapiche del V secolo a.C.
Gli scavi archeologici degli anni 1990-2010 della Soprintendenza Archeologica di Puglia hanno eliminato ogni dubbio in proposito.
L'opera fu portata a termine sotto la supervisione del viceré Don Pedro di Toledo, oppure secondo altre versioni, dal marchese Don Ferrante Loffredo.
Nel 1600 viene ampliato e ristrutturato: la fisionomia esterna e la composizione interna viene grandemente modificata, passando così da una struttura prettamente di difesa ad una di tipo residenziale.
Nella prima metà del XIX secolo il castello diventa carcere mandamentale fino al 1969. Successivamente abbandonato, viene oggi utilizzato (dopo esser stato sottoposto, negli anni novanta, ad importanti lavori di consolidamento e restauro) come sede per ospitare importanti eventi culturali quali mostre pittoriche, fotografiche e cinematografiche.

### Chiesa e Convento di San Nicola in Pinna
La Chiesa di San Nicola in Pinna si trova nei sotterranei del Castello Carlo V. La chiesa e l'annesso monastero furono realizzati nel X secolo addossando la chiesa al corpo di guardia sud della grande porta romana (attualmente inglobata nel Castello Carlo V) e utilizzando il corpo di guardia stesso per gli ambienti abitativi. Forse i lavori furono voluti dall'abitante del luogo Sassone, figlio di Kiroleone, rimasto vedovo, che aveva deciso di prendere i voti e fondare il nuovo monastero. Il termine Pinna, che nei documenti viene indicato anche come Promontorium, indica la posizione del complesso religioso nel punto più sporgente della penisoletta fortificata della città.
La chiesa è ad una sola navata, mono absidata, con cupola centrale. La facciata esterna sinistra, parzialmente visibile dalla zona di arrivo della scala centrale del castello, conserva la traccia dei beccatelli romanici originali. La tipologia sembra appartenere a quella delle chiese rurali del XI - XII secolo.
Nel 1054 il monastero, già ricco e famoso, riceve da Argiro, figlio di Melo di Bari, la conferma dei propri privilegi e l'autorizzazione ad estendersi su tutto il resto del promontorio. Nel 1086 e nel 1119 il conte di Conversano, Goffredo, cede nelle mani del venerabilis Larentis, abate del monastero, alcune terre. Ancora, nel 1180 la chiesa e il monastero sono citati in una bolla di papa Alessandro III come dipendenti dal vescovo di Monopoli Stefano. Infine la chiesa e il monastero vengono anche citati nella bolla di papa Bonifacio IX del 1393, per poi scomparire dalle fonti.

## La struttura
La semplice pianta del castello è arricchita da bastioni pentagonali che si innalzano ai cinque vertici. Il ponte levatoio (e dunque l'entrata primaria) si doveva trovare a sud-ovest dove si innalza una torre cilindrica edificata in seguito raggiungibile tramite una piccola rampa.
A sinistra della torre è visibile ancora una parte ben conservata delle antiche mura. Ben disposte le numerose cannoniere distribuite dalle coperture fino al pelo d'acqua, all'esterno e all'interno del porto. Suggestiva la grande "sala d'armi".
Sotto la loggia è presente lo stemma in pietra caricato della data 1552, e dal nome del viceré Don Pedro di Toledo, come già detto realizzatore materiale dell'edificio.

## Interni

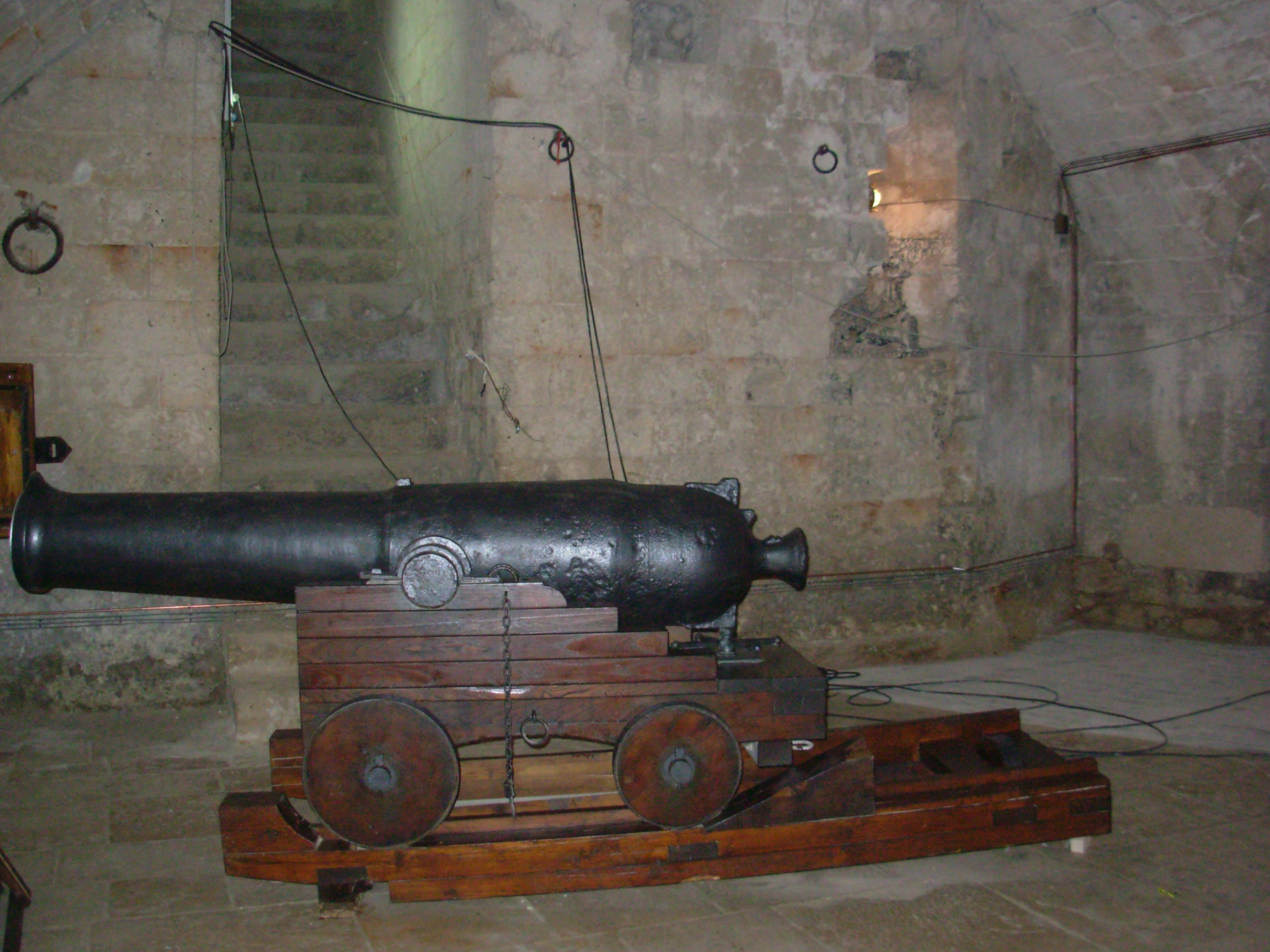
Sala d'armi; Cannoniera detta "a pelo d'acqua", servita da un obice napoletano del 1840, in ferro, a "canna liscia" con affusto, completo di dispositivo di brandeggio, alzo e slitta di "rinculo"; appena visibile sullo sfondo, in corrispondenza della luce, l'angolo sinistro della porta romana.

Diversi sono gli elementi di interesse artistico e storico dell'edificio:
- La chiesa rupestre di San Nicola de Pinna, fondata alla fine del X secolo dal monopolitano Sassone.
- La grande sala d'armi, caratterizzata da quattro cannoniere a "pelo d'acqua", due rivolte verso il mare aperto, due all'interno del porto, servite da quattro obici napoletani a canna liscia da 1.400 kg della prima metà del XIX secolo.
- Il castello è sovrapposto ad una grande porta romana del I sec a.C. (che si affaccia sulla sala d'armi), munita di due corpi di guardia a due piani, sovrastati da due torri ottagonali (attualmente quasi interamente inglobate nelle masse del castello cinquecentesco). Le fortificazioni romane sono fondate sulle poderose mura messapiche del V sec a.C. che a loro volta, nella zona absidale della chiesa, si attestano sui resti di un antichissimo aggere preistorico

Questa complessa genesi del fortilizio è stata evidenziata dagli scavi archeologici effettuati dalla Soprintendenza Archeologica di Puglia (dottoressa Miranda Carrieri), dai restauri dell'ingegnere Francesco Selicato e dal restauro completato nel 2011 dall'architetto Domenico Capitanio. Molto interessante e ben documentato lo studio dell'architetto Angelo Papio.

## Curiosità
- Uno storico sconosciuto del 1700 riferisce che ai suoi tempi sotto il castello si faceva la pesca dei coralli che pare venissero raccolti in abbondanza nelle acque sottostanti.
- Il residente del castello intorno al 1750, Martino Coquemont (colonnello degli eserciti di Ferdinando IV di Napoli), morì a centouno anni nel 1773.
- Il luogo è stato teatro di atti crudeli come la Schiavitù e la tortura e uccisione dei prigionieri di guerra. Per questi motivi alcuni gruppi di ricercatori che credono nel Paranormale affermano che il castello sia "infestato".